# Niranjan Singh Gill
Niranjan Singh Gill (* 15. Januar 1906 in Pritan House, Majilha P.O., Amritsar district, Punjab; † 19. August 1992 in Amritsar) war ein indischer Militär und Diplomat.

## Leben
Niranjan Singh Gill wurde in ein Landeigentümer-Sikhismus-Familie geboren. Niranjan Singh Gill studierte am Aitcheson Chiefs’ College in Lahore, Rashtriya Indian Military College in Dehradun und am Royal Military Academy Sandhurst.
In der British Indian Army war er zuerst im 7th Cavalry Regiment später im 4/19 Hyderabad Regiment, das 1942 nach der Schlacht um Singapur in japanische Kriegsgefangenschaft geriet. Dort half er den Selbstverteidigungsstreitkräften beim Aufbau der Indian National Army. Nach dem 15. August 1945 wurde er von den Briten zeitweilig im Red Fort in Neu-Delhi inhaftiert.
1954 war er Teilnehmer der ersten Landschaft in Srinagar, die später in der Delhi Legislative Assembly (Dehali Sabha) aufging. Von 1955 bis 1960 war er Botschafter in Addis Abeba, von 1960 bis 1963 in Bangkok und von 1964 bis 1967 in Mexiko-Stadt.
Er führte eine Reihe von Maissorten nach Indien ein und beschäftigte sich mit Pflanzenbau.
| Vorgänger               | Amt                                                 | Nachfolger                           |
| ----------------------- | --------------------------------------------------- | ------------------------------------ |
| —                       | indischer Botschafter in Addis Abeba 1955 bis 1960  | Bhagwant Singh Bishnoi.              |
| —                       | indischer Botschafter in Bangkok 1960 bis 1963      | Kottakaran Vadagarakaran Padmanabhan |
| Purshottam Lai Bhandari | indischer Botschafter in Mexiko-Stadt 1964 bis 1967 | Perala Ratnam                        |